# Griekenland op het Eurovisiesongfestival 2018

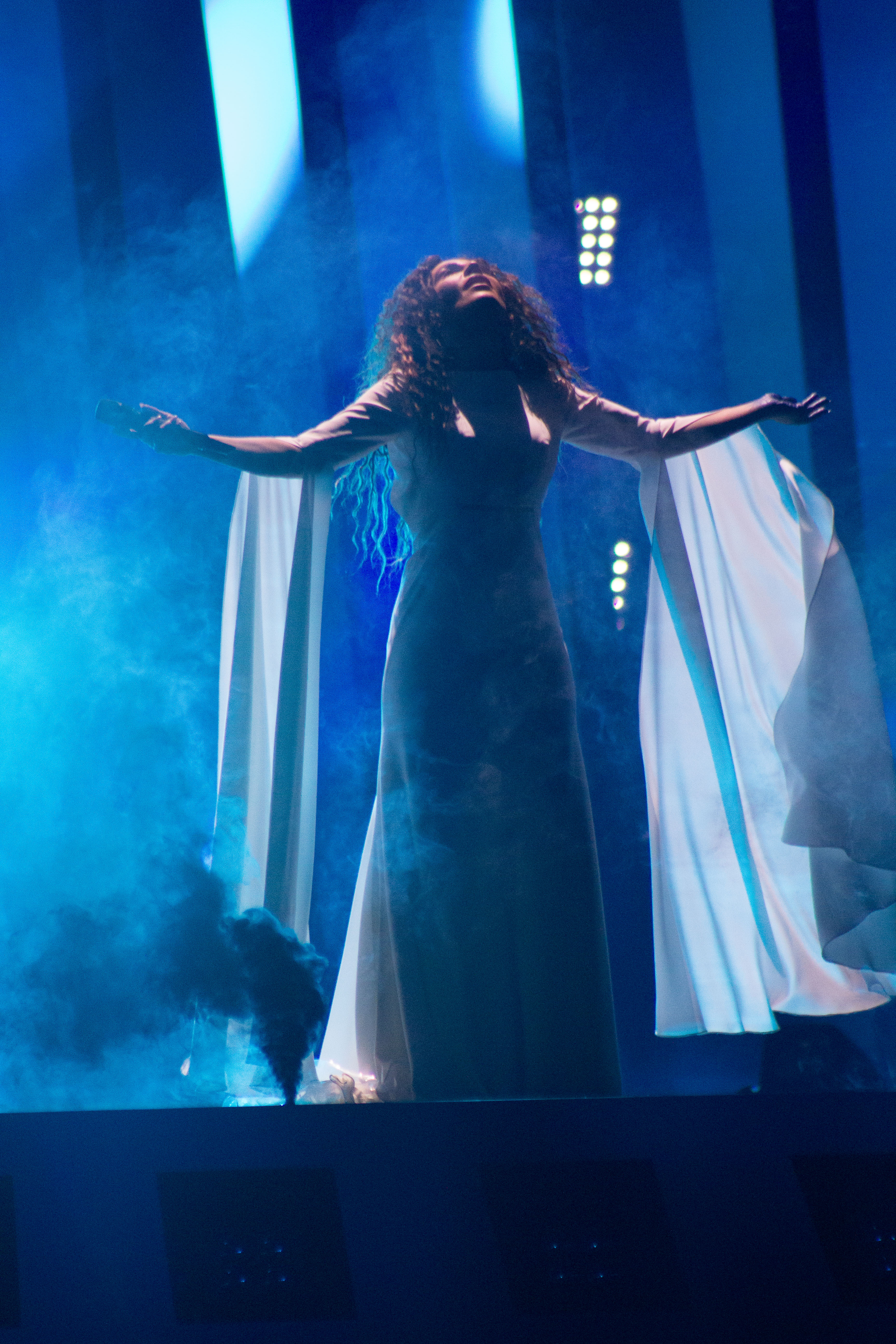
Yianna tijdens de repetities in Lissabon.

Griekenland nam deel aan het Eurovisiesongfestival 2018 in Lissabon, Portugal. Het was de 39ste deelname van het land aan het Eurovisiesongfestival. ERT was verantwoordelijk voor de Griekse bijdrage voor de editie van 2018.

## Selectieprocedure
ERT gaf op 1 oktober 2017 aan te zullen deelnemen aan de komende editie van het Eurovisiesongfestival. Na twee jaar van interne selecties koos de Griekse openbare omroep ervoor om opnieuw een nationale finale te organiseren. Op 4 oktober 2017 schreef ERT verschillende platenmaatschappijen aan om hen te verzoeken kandidaten voor te dragen. Alle bijdragen moesten volledig in het Grieks vertolkt worden en een afspiegeling van de Griekse muziektraditie zijn. De deadline voor inschrijvingen was 27 oktober 2017. Uiteindelijk ontving ERT twintig inschrijvingen waarvan er vijf weerhouden werden voor deelname aan de nationale finale: Gianna Terzi met Oneiro mou, Areti Ketime met Min ksehnas ton ilio, Chorostalites met Apo tin Thraki eos tin Kriti, Duo Fina met Idio tempo en Tony Vlahos met Baila jazz. De laatste twee werden echter reeds op 14 november 2017 gediskwalificeerd aangezien ERT oordeelde dat hun bijdragen geen correcte afspiegeling van de Griekse muziektraditie waren.
De nationale finale zou doorgaan op 22 februari 2018 en aldus drie deelnemers hebben. De Griekse openbare omroep maakte begin februari 2018 duidelijk dat er van de platenmaatschappij van de winnaar verwacht werd dat deze zou instaan voor de kosten van de deelname (zoals kledij, hotel en vervoer, maar ook promotie en een videoclip). De kosten hiervoor werden door ERT geraamd op €20.000. Hierop trokken Areti Ketime en Chorostalites zich terug, waardoor Gianna Terzi de enige overgebleven kandidaat was. Hierop besloot ERT de nationale finale te annuleren en Terzi rechtstreeks aan te stellen als Griekse vertegenwoordiger voor het Eurovisiesongfestival 2018.

## In Lissabon
Griekenland trad aan in de eerste halve finale, op dinsdag 8 mei 2018. Gianna Terzi was als veertiende van negentien artiesten aan de beurt, net na Cesár Sampson uit Oostenrijk en gevolgd door Saara Aalto uit Finland. Uiteindelijk eindigde Griekenland op de veertiende plaats, hetgeen onvoldoende was voor kwalificatie voor de grote finale. Het was de tweede keer in de geschiedenis dat Griekenland de finale niet wist te bereiken.
1974 · 1975 · 1976 · 1977 · 1978 · 1979 · 1980 · 1981 · 1982 · 1983 · 1984 · 1985 · 1986 · 1987 · 1988 · 1989 · 1990 · 1991 · 1992 · 1993 · 1994 · 1995 · 1996 · 1997 · 1998 · 1999-2000 · 2001 · 2002 · 2003 · 2004 · 2005 · 2006 · 2007 · 2008 · 2009 · 2010 · 2011 · 2012 · 2013 · 2014 · 2015 · 2016 · 2017 · 2018 · 2019 · 2020 · 2021 · 2022 · 2023 · 2024 · 2025
Albanië · Armenië · Australië · Azerbeidzjan · België · Bulgarije · Cyprus · Denemarken · Duitsland · Estland · Finland · Frankrijk · Georgië · Griekenland · Hongarije · Ierland · IJsland · Israël · Italië · Kroatië · Letland · Litouwen · Macedonië · Malta · Moldavië · Montenegro · Nederland · Noorwegen · Oekraïne · Oostenrijk · Polen · Portugal · Roemenië · Rusland · San Marino · Servië · Slovenië · Spanje · Tsjechië · Verenigd Koninkrijk · Wit-Rusland · Zweden · Zwitserland